# Karl Brown
Karl Brown (McKeesport, 26 dicembre 1896 – Woodland Hills, 25 marzo 1990) è stato un pioniere della fotografia cinematografica che ha avuto una stretta collaborazione con David Wark Griffith durante la prima parte della sua carriera.
In seguito divenne anche un noto regista e sceneggiatore.

## Biografia
Il suo primo lavoro legato al mondo dell'intrattenimento lo ebbe quando, ancora ragazzo, iniziò a lavorare in un laboratorio di sviluppo fotografico della Kinemacolor Film Company a Los Angeles. Dopo il crollo della Kinemacolor, ha lavorato come fotografo nel film The Spoilers. Innamoratosi dei lavori di Griffith, in special modo del film The Battle at Elderbush Gulch, Brown divenne assistente di Billy Bitzer come caricatore della pellicola e custode dell'attrezzatura.
Il maggior successo cinematografico su cui Brown ha lavorato come direttore della fotografia, fu I pionieri (1923).
Il suo primo lavoro come regista, Stark Love, è oggi considerato un capolavoro della cinematografia rurale
Brown è stato direttore della fotografia del film Thirty Days di Wallace Reid
Nel 1970 Brown fu uno dei pionieri di Hollywood intervistato da Kevin Brownlow per la serie tv Hollywood..

## Filmografia

### Direttore della fotografia  (parziale)
- Intolerance, regia di David Wark Griffith (1916) - insieme a Billy Bitzer
- The City of Masks, regia di Thomas N. Heffron (1920)
- Traveling Salesman, regia di Joseph Henabery (1921)
- Gasoline Gus, regia di James Cruze (1921)
- Crazy to Marry, regia di James Cruze (1921)
- Is Matrimony a Failure?, regia di James Cruze (1922)
- The Dictator, regia di James Cruze (1922))
- Thirty Days, regia di James Cruze (1922)
- The Old Homestead, regia di James Cruze (1922)
- Hollywood, regia di  James Cruze (1923)
- I pionieri, regia di  James Cruze (1923)
- The Garden of Weeds, regia di James Cruze (1924)
- Mannequin, regia di  James Cruze (1926)

### Operatore (parziale)
- Donna che ama
- Amore di madre o Home, Sweet Home, regia di D.W. Griffith (1914)
- La fanciulla che cerca amore (The Greatest Thing in Life), regia di D.W. Griffith (1918)
- Il romanzo della Valle Felice (A Romance of Happy Valley), regia di David W. Griffith (1919)
- Le vestali dell'amore (The Girl Who Stayed at Home), regia di David W. Griffith (1919)
- Giglio infranto (Broken Blossoms), regia di David W. Griffith (1919)
- Amore sulle labbra (True Heart Susie)
- Per la figlia (Scarlet Days)
- Always Audacious, regia di James Cruze (1920)

### Regista (parziale)
- Stark Love (1927)
- His Dog
- Prince of Diamonds
- Flames (1932)
- Viaggio di nozze (1936)

### Sceneggiatore
- Rookies on Parade, regia di Joseph Santley (1941)

### Attore
- Amore di madre o Home, Sweet Home, regia di D.W. Griffith (1914)